# Тијана Стајшић
Тијана Стајшић (Сомбор, 26. март 1984) je српска манекенка и бивша водитељка емисије Летећи старт. 2002. је изабрана за Мис Југославије. Представљала је своју земљу СР Југославију на избору за Мис света 2002. где је заузела 6. место, што је до сада највећи успех Мис Ју компаније. Учествовала је у квизу Руски Рулет и у ријалити емисији Велики Брат VIP All Stars 2009.